# 谢苗·洛博夫
谢苗·谢苗诺维奇·洛博夫（俄语：Семён Семёнович Ло́бов，1888年—1937年10月30日）他是全联盟共产党（布尔什维克）中央组织局候补委员、 苏联最高经济委员会西北工业局主席，1938年被捕遭到枪杀，1956年平反。